# 吉田武寛
吉田 武寛（よしだ たけひろ、1985年6月22日 - ）は日本の演出家、劇作家。東京都出身。早稲田実業高等学校、早稲田大学人間科学部卒業。

## 舞台

### 脚本・演出
- 長良プロダクション主催『春までの距離』（2015年1月）[1]
- READING LIVE『BOOK OF TERROR』（2015年8月）
- 『NO TRAVEL, NO LIFE』（2016年1月）
- READING LIVE『BOOK OF TERROR:The Dark Pages』（2016年6月）
- Music Theater『Express』（2016年7月、シアター1010）
- READING LIVE『BOOK OF TERROR : PHANTASM』（2016年7月）
- 『NO TRAVEL, NO LIFE』（2016年9月）
- 『Frankenstein project』（2016年10月）
- 『喫茶ライフ』（2016年12月）
- 『ジュブナイル』（2017年1月、シアター1010）　[2]
- 『家族スクランブル』（2017年1月）
- 『終わらない鎮魂歌を歌おう』（2017年3月）
- Shibu3 Project『パティシエール！　〜リンゴの魔法〜』（2017年8月）[3]
- 『花嫁は雨の旋律』（2017年8月）
- 『NO TRAVEL, NO LIFE』（2017年9月）
- コメディ舞台『完全犯罪〜Perfect Crime〜』（2017年9月、ムーブ町屋）
- assort beans vol.2(2017年10月）
- 『喫茶ライフ』（2017年12月）
- SPECTACLE STAGE『ハンドシェイカー』（2018年1月、CBGKシブゲキ‼︎）[4]
- 『家族のはなし』（2018年5月、東京公演：IMAホール、長野公演：サントミューゼ）[5]
- Shibu3 Project『あひる姫』（2018年5月）
- Music Theater『Express』（2018年7月、目黒パーシモンホール大ホール）
- 『花嫁は雨の旋律』（再演）（2018年10月）
- 『赤の女王』（「女王ステ」シリーズ）（2019年1月）[6]
- 朗読劇『NO TRAVEL, NO LIFE』（2019年1月、シダックスカルチャーホール）
- 『女優たちのための冬の夜の夢』（2019年2月、新宿村LIVE）
- SPECTACLE STAGE『W'z《ウィズ》』（2019年4月、シアターサンモール）[7]
- 『楽園の女王』 （「女王ステ」シリーズ） （2019年5月）
- Shibu3 project STAGE vol.3 『地球(ほし)の歌を聴かせて』（2019年5月）
- 長野放送開局50周年記念 舞台『家族のはなし』（2019年8月、東京公演：六行会ホール、長野公演：大町市文化会館）[8]
- 『星の少年と月の姫』（2019年9月）
- 『純血の女王』（「女王ステ」シリーズ）（2019年12月、六行会ホール）[9]
- 『PLAY JOURNEY! 京都編』京都公演（2020年2月）
- 『黒の王』（「王ステ」シリーズ）（2020年10月、六行会ホール）[10]
- 『女王輪舞』（「女王ステ」シリーズ）（2021年1月、六行会ホール）
- 咲年花劇『春よ、強く美しく』（2021年5月、六行会ホール）
- NBS長野放送2021夏休み特別企画　舞台『家族のはなし』（2021年8月、長野公演：ホクト文化ホール、東京公演：六行会ホール）
- 『星屑の王』（「王ステ」シリーズ）（2021年9月、六行会ホール）
- 『女王演義』（「女王ステ」シリーズ）（2021年10月、六行会ホール）[11]
- 『水月鏡花 -竜馬夢双-』（2021年12月、六行会ホール）[12]
- 『赤の女王（再演）』（「女王ステ」シリーズ）（2022年1月、六行会ホール）[13]
- 『花嫁は雨の旋律（再演）』（2022年2月）[14]
- 『純血の女王（再演）』（「女王ステ」シリーズ）（2022年5月、六行会ホール）
- 『星屑の王』（「王ステ」シリーズ）（2022年7月、六行会ホール）
- 『家族のはなし』（2022年8月、IMAホール）
- 『涙箱 Vol.3』（2022年9月）
- 『屍の王』（「王ステ」シリーズ）（2022年12月、六行会ホール）
- 『涙箱 Vol.4』（2023年2月）
- 『女王幻想花劇』（「女王ステ」シリーズ）（2023年３月、六行会ホール）
- 『涙箱 Vol.5』（2023年４月）
- 『NO TRAVEL, NO LIFE』（2023年5月、六行会ホール）
- 『黎明の王』（「王ステ」シリーズ）（2023年７月、六行会ホール）
- 『涙箱 Vol.６』（2023年８月）
- 『星よ女王に堕つ』（「女王ステ」シリーズ）（2023年9月、六行会ホール）
- 朗読劇『人間失格』（2023年10月、I’M A SHOW）
- 『有頂天少女』（2023年11月）
- 朗読劇『人間失格・紅』（2023年12月、飛行船シアター）
- 『蒼穹の王』（「王ステ」シリーズ）（2024年２月、IMAホール）
- 『出来損ないと呼ばれた元英雄は、実家から追放されたので好き勝手に生きることにした』（2024年3月、CBGKシブゲキ‼︎）
- 少女☆歌劇 レヴュースタァライト -Edel Buhne-  ～朗読劇 エリュシオン神世の章～（2024年4月、シアターミクサ）
- 『楽園の女王』 （「女王ステ」シリーズ）（再演） （2024年6月、六行会ホール）
- 『黄昏の王』（「王ステ」シリーズ）（2024年9月、こくみん共済 coop ホール／スペース・ゼロ）
- 『月よ女王に嗤え』 （「女王ステ」シリーズ）（2024年11月、六行会ホール）
- 『拝啓、親愛なる魔法使いのあなたへ』（2025年1月、六行会ホール）
- Reading Concert『Express』2025（2025年5月、シアター1010）
- 『葬列の王』（「王ステ」シリーズ）（2025年7月、こくみん共済 coop ホール／スペース・ゼロ）
- 少女☆歌劇 レヴュースタァライト -Edel Buhne-  ～朗読劇 麗しき野獣とワルツを～（2025年7月、飛行船シアター）
- 『女王旋律』 （「女王ステ」シリーズ）（2025年10月、六行会ホール）
- 『虚の王:‖』（「王ステ」シリーズ）（2025年12月、IMAホール）

#### LIPS*S
- 『一千光年の引力』（2011年8月）
- 『春までの距離』（2012年8月）
- 『夜明けのスピカ』（2013年3月）
- 『See You』（2013年11月）
- 『天地流転』（2014年8月）
- 『Knights　アーサー王と円卓の騎士』（2015年5月）
- 『Knights アーサー王と悲哀の花嫁』（2016年8月）
- 『水月鏡花　竜馬夢双』（2017年6月、シアターグリーン BIG TREE THEATER）
- ミュージカル『旋律テロル』（2018年3月、新宿村LVE）

#### UBUGOEシリーズ
- リーディングライブ『UBUGOE vol.5』（2015年7月、ユナイテッド・シネマ豊洲）（脚本のみ）
- リーディングライブ『UBUGOE vol.6』（2015年9月、かめありリリオホール）（脚本のみ）
- リーディングライブ『UBUGOE vol.7』（2015年11月、大田文化の森ホール）
- リーディングライブ『UBUGOE vol.8』（2015年12月、かめありリリオホール）
- リーディングライブ『UBUGOE vol.9』（2016年2月、大田文化の森ホール）
- リーディングライブ『UBUGOE vol.10』（2016年3月、南大塚ホール）
- リーディングライブ『UBUGOE vol.11』（2016年5月、東京芸術劇場　シアターウエスト）
- リーディングライブ『UBUGOE vol.12』（2016年7月、かめありリリオホール）
- リーディングライブ『UBUGOE vol.13』（2016年9月、新宿ReNY）
- リーディングライブ『UBUGOE vol.14』（2016年12月、大田文化の森ホール）
- リーディングライブ『UBUGOE vol.15』（2017年4月、目黒パーシモンホール小ホール）
- リーディングライブ『UBUGOE vol.16』（2017年7月、ムーブ町屋）
- リーディングライブ『UBUGOE vol.17』（2017年11月、目黒パーシモンホール小ホール）
- リーディングライブ『UBUGOE vol.18』（2018年4月、目黒パーシモンホール小ホール）

### 演出
- サイバーパンク朗読劇『RAYZ OF LIGHT』（2017年2月）
- サイバーパンク朗読劇『RAYZ OF LIGHT』再演（2017年5月、シダックスカルチャーホール）[15]
- サイバーパンク朗読劇『RAYZ OF LIGHT//VIRAL』（2017年11月、東京公演：ユナイテッド・シネマアクアシティお台場、神戸公演：ジーベックホール）[16]
- サイバーパンク朗読劇『RAYZ OF LIGHT 落陽散花』（2018年6月、古代の湯）[17]
- PLAY UNION 第八回公演『赤い糸』（2018年6月）[18]
- 『Infini-T Force』 （2018年8月、IMAホール）[19]
- 『ピオフィオーレの晩鐘～運命の白百合～』 （2019年10月、シアターサンモール）[20]
- シューティング歌劇『ゴシックは魔法乙女』（2020年2月、新宿村LIVE）[21]
- シューティング歌劇『ゴシックは魔法乙女 -5悪魔襲来-』（2021年3月、六行会ホール）
- 『風が強く吹いている』（2021年6月、六行会ホール）[22]
- 音楽朗読劇『パレード』（2022年9月）
- 『風が強く吹いている』（2023年1月、シアター1010）
- 『イリス・ノワール -焔罪のミサ-』（2023年6月、六行会ホール）
- 『イリス・ノワール -禁樹のミエリ-』（2024年4月、六行会ホール）
- 『淡海乃海 -天下静謐の雫となりて-』（2024年5月、草月ホール）
- サントリー天然水『20年前から来たかき氷屋さん』（2024年7月、麻布台ヒルズ）
- 『イリス・ノワール -魔鏡のクリス-』（2025年4月、六行会ホール）
- 少女☆歌劇 レヴュースタァライト  -The STAGE 中等部- Rerise-（2025年6月、飛行船シアター）
- 舞台「振り子」（2025年9月、IMAホール）[23]

### 脚本
- 『おじいちゃんの花火』（2013年9月）
- ミュージカル『裸の王様』（2014年2月）
- ミュージカル『アラジン』（2015年2月）
- 朗読劇「The year end  voice Hideaway」（2015年12月）
- 『マジックトレードセンター』（2016年4月）
- 朗読劇「rainy season Hideaway」（2016年6月）
- 朗読劇『Severe ingering summer heat Hideaway』（2016年9月）
- 演劇集団チキンラン　リーディング公演『憑き人』（2017年4月、南大塚ホール）
- 日本朗読芸術協会「名作 朗読会」(2017年5月）
- 日本朗読芸術協会「名作 朗読会」(2017年7月）
- 『悪魔の婚礼』（2019年1月）
- 桐谷蝶々・平山笑美オフィシャルサロン〜Fluffy party〜『ふらてぃ夏祭り』朗読劇（2019年8月）
- 魔術士オーフェンはぐれ旅 -我が呼び声に応えよ獣- the STAGE（2019年8月、新宿村LIVE）[24]
- 『PLAY JOURNEY!』（2019年9月）
- 魔術士オーフェンはぐれ旅 -牙の塔編- the STAGE（2019年11月、六行会ホール）[25]
- 魔術士オーフェンはぐれ旅 -the STAGE- Ver.2（2021年7月、シアター1010）[26]
- ミュージカル『THE SHOW TIME』（2021年10月）[27]
- 舞台『星の少年と月の姫』（2022年1月）[28]
- 朗読劇『星降る街』（2022年7月、大手町三井ホール）[29]
- マンガ動画『合宿免許ムーチョ！コールセンター物語』（2022年6月から連載中）
- 朗読劇『星降る街』（2023年7月、大手町三井ホール）
- 漫画「青春盗聴譚」（Webtoon）脚本協力
- 朗読劇『星降る街』（2024年7月、大手町三井ホール）
- 『バッドエンド目前のヒロインに転生した私、今世では恋愛するつもりがチートな兄が離してくれません!?』（2024年12月、CBGKシブゲキ‼︎）
- すみだ北斎美術館イマーシブガイド（2024年11月〜12月）
- 朗読劇『星降る街』（2025年7月、大手町三井ホール）
- オクロック熊本歌劇団　舞台「森の戦士ボノロン ねこ岳伝説の巻」（2025年7月、熊本マンガアーツ）

## 配信作品
- インターネットラジオ『まさか君に聴かれてるなんてラジオ』（2016年）[30]
- ボイスドラマCD『NO TRAVEL, NO LIFE』（2020年5月）
- はなしばい『ハナサクバショ』（2020年5月）
- 『PLAY JOURNEY! In The Round 京都編』（脚本・演出）（2020年7月）
- 『PLAY JOURNEY! In The Round キューバ編』（脚本）（2020年7月）
- 『PLAY JOURNEY! In The Round アジア編』（脚本）
- 朗読劇『星降る街』（2020年7月、OPEN REC）[31]
- 吉澤翼イベント短編朗読劇（2020年９月）
- 千歳ゆう生誕祭短編朗読劇（2020年11月）
- 新感覚朗読劇『Candle Stroy』（2020年12月、OPEN REC）
- リーディングミュージカル『THE SHOW TIME』（2021年3月、OPEN REC）[32]
- 朗読劇『NO TRAVEL, NO LIFE』（2021年４月、ZAIKO）
- はなしばい『ハナサイタバショ』（2021年6月）

## 映像作品
- Webドラマ『喫茶ライフ』（監督）（2020年9月）[33]
- 錦織めぐみ2nd single『Thankyou：DearPrince』（ミュージックビデオ監督）（2021年11月）
- 映画『罪人』（脚本）（2022年公開予定）

## イベント・ライブ
- ミクシィ ドラマチック偉人シミュレーション「『輪華ネーション』第0回　りんかねファンMTG」（2016年9月、池袋サンシャインシティ噴水広場）[34]
- ナキフェス（2016年11月、芸能花伝舎）
- 『まさきみライブvol1.5〜みんなと過ごす忘年会〜』（2016年12月）
- サイバーパンクフィットネス「生ヨガ」（2018年11月）
- HoneyWorks × LIP×LIP Premium Xmas Party　クリスマスショーケース演出（2018年12月、シアター1010）
- 日本テレビ『寝ないの？小山内三兄弟』ファンミーティング　舞台演出（2020年1月、読売ホール）
- De-LIGHT2021年新春イベント『星降る街』『Candle Stroy』
- アイテムはてるてるのみ3 2周年ワンマンライブ　ライブ演出（2021年12月、大手町三井ホール）
- #ジューロック　3rdワンマンライブ　ライブ演出（2022年1月、日本特殊陶業市民会館フォレストホール）[35]
- ワッツ◎さーくる　4thワンマンライブ　ライブ演出（2022年1月、Zepp Namba）
- ワッツ◎さーくる　5thワンマンライブ　ライブ演出（2022年2月、Zepp Namba）
- 女王ステ THE LIVE「女王舞踏会 2023」 （「女王ステ」シリーズ）（2023年11月、六行会ホール）
- 王ステ THE LIVE 2024 （「王ステ」シリーズ）（2024年7月、I'M A SHOW）
- 22/7 Summer Live 2024 『Magic School Day ～月と地球のフィルハーモニー～』（脚本）（2024年7月、ヒューリックホール）
- 22/7 Summer Live 2024 『Magic School Day ～夏の夜空と最後の魔法～』（脚本）（2024年8月、ヒューリックホール）
- 22/7 Summer Live 2025 『ToyBoxの秘密』（脚本・演出）（2025年8月、ヒューリックホール東京）

## ラジオドラマ
- DARAZ FM ＦＭシアタードラマ『Lover's Othello』（脚本）（2012年5月）
- メディアミックスプロジェクト『ルチルの追憶』ボイスドラマ（演出）（2020年12月）[36]
- ボイスドラマ『復讐のシーズンロス』（作・演出）（2021年11月）

## 作詞
- ぴーおん♡『the season of love』（2018年10月）
- 錦織めぐみ1st single『Dream♡Seeker』（2020年7月）[37]
- メディアミックスプロジェクト『ルチルの追憶』主題歌（2020年12月）
- 錦織めぐみ2nd single『Thankyou：DearPrince』（2021年11月）
- ゆずさお 1st single『コアラティック・ラブ』（2023年5月）
- ゆずさお 2nd single『ふわふわゆずさおマーチ』（2023年10月）
- 『少女☆歌劇 レヴュースタァライト -Edel Buhne-  ～朗読劇 エリュシオン神世の章～』テーマ曲（2024年4月）

## 出演

### テレビ
- 木曜時代劇『風の峠 ～銀漢の賦～』鬼走り役（2015年1月）
- 『ガキの使いやあらへんで』絶対に笑ってはいけないシリーズ

### ボイスドラマ
- ClariS 10th year StartinG 仮面(ペルソナ)の塔 - #3 テイクオフ (解放) -　衛士隊長役（2020年10月）[38]

### ラジオ
- ShibuyaCross-FM『木村敦のイケメンSCRAMBLE！』（2016年6月）

### ウェブCM
- 味の素冷凍食品株式会社 よしもと芸人冷活総選挙（2018年11月）

### PV
- あやまんJAPAN『DDD～どこでも誰でも大丈夫～』（2014年）